# FK Kałusz
FK Kałusz (ukr. Футбольний клуб «Калуш», Futbolnyj Kłub "Kałusz") – ukraiński klub piłkarski, mający siedzibę w mieście Kałusz, w obwodzie iwanofrankiwskim. 
W latach 1995—2005 i od 2018 występuje w rozgrywkach ukraińskiej Drugiej Lihi. 

## Historia
Chronologia nazw:
- 1947: Chimik Kałusz (ukr. «Хімік» Калуш)
- 1996: FK Kałusz (ukr. ФК «Калуш»)
- 07.2001: Łukor Kałusz (ukr. «Лукор» Калуш)
- 01.07.2003: Prykarpattia Kałusz (ukr. «Прикарпаття» Калуш)
- 10.02.2004: Spartak-2 Kałusz (ukr. «Спартак-2» Калуш)
- 07.2005: FK Kałusz (ukr. ФК «Калуш»)

Klub piłkarski Chimik został założony w miejscowości Kałusz w roku 1947, po zakończeniu II wojny światowej. Do 1995 roku zespół występował w rozgrywkach Mistrzostw oraz Pucharu obwodu iwanofrankiwskiego. 
W 1995 roku klub zgłosił się do rozgrywek w Drugiej Lidze i otrzymał status profesjonalny.
Od sezonu 1995/96 występował w Drugiej Lidze, Grupie A. W rundzie wiosennej klub już nazywał się FK Kałusz. Przed rozpoczęciem sezonu 2001/02 klub zmienił nazwę na Łukor Kałusz (główny sponsor klubu — zakład chemiczny ŁUKOR). 
W sezonie 2002/03 klub zajął pierwsze miejsce w Drugiej Lidze. Ale tak jak Łukor Kałusz był "farm-klubem" Prykarpattia Iwano-Frankiwsk, który akurat zajął spadkowe miejsce w Pierwszej Lidze, zdecydowano, że klub Prykarpattia Iwano-Frankiwsk będzie dalej występować w Pierwszej Lidze pod nazwą Spartak Iwano-Frankiwsk, a klub Łukor Kałusz będzie nazywać się Prykarpattia Kałusz i występować dalej w Drugiej Lidze.
W następnym sezonie 2003/04 w rundzie jesiennej klub nazywał się Prykarpattia Kałusz, a w rundzie wiosennej Spartak-2 Kałusz.
W sezonie 2004/05 przed startem rundy wiosennej klub ze względów finansowych zrezygnował z dalszych występów w Drugiej Lidze. W pozostałych meczаch przyznano porażki techniczne -:+. Po zakończeniu sezonu klub został pozbawiony statusu profesjonalnego.
Jako drużyna amatorska FK Kałusz potem występowała w rozgrywkach Mistrzostw i Pucharu obwodu iwanofrankiwskiego.
W 2010 roku klub zrezygnował z udziału w mistrzostwach obwodu iwanofrankiwskiego po pierwszej rundzie. W 2011 roku został reaktywowany jako FK Kałusz i wystartował w drugiej lidze mistrzostw obwodowych.
W czerwcu 2018 roku klub zgłosił się do rozgrywek Druhiej Lihi i otrzymał status profesjonalny.

## Sukcesy

### Trofea międzynarodowe
Nie uczestniczył w rozgrywkach europejskich (stan na 31-05-2018).

### Trofea krajowe
| \| \| Zdobyte trofea w rozgrywkach Ukrainy (stan na: 31-05-2018) \| |                                                            |      |                                             |
| Rozgrywki                                                           | Osiągnięcie                                                | Razy | Sezon(y)                                    |
| · Mistrzostwo                                                       | I miejsce                                                  | 0    |                                             |
| · Mistrzostwo                                                       | II miejsce                                                 | 0    |                                             |
| · Mistrzostwo                                                       | III miejsce                                                | 0    |                                             |
| Puchar                                                              | zdobywca                                                   | 0    |                                             |
| Puchar                                                              | finalista                                                  | 0    |                                             |
| Puchar                                                              | 1/32 finału                                                | 5    | 1995/96, 1997/98, 1999/00, 2000/01, 2002/03 |
| II liga                                                             | I miejsce                                                  | 0    |                                             |
| II liga                                                             | II miejsce                                                 | 0    |                                             |
| II liga                                                             | III miejsce                                                | 0    |                                             |
| Ukraina                                                             | Zdobyte trofea w rozgrywkach Ukrainy (stan na: 31-05-2018) |      |                                             |

- Druha liha (III poziom):
  - mistrz: 2002/03 (grupa A)
- Amatorskie Mistrzostwa Ukrainy:
  - mistrz w grupie 1: 1994/95
  - wicemistrz w grupie 1: 1992/93
- Puchar Ukraińskiej SRR wśród drużyn amatorskich:
  - finalista: 1972
- Mistrzostwa obwodu iwanofrankiwskiego:
  - mistrz (13x): 1952, 1955, 1957, 1958, 1959, 1960, 1961, 1966, 1967, 1969, 1975, 1978, 1995
- Puchar obwodu iwanofrankiwskiego:
  - zdobywca (14x): 1947, 1956, 1957, 1958, 1959, 1960, 1961, 1963, 1969, 1971, 1972, 1975, 1982, 1991

## Stadion
Klub rozgrywa swoje mecze domowe na stadionie Chimik w Kałuszu, który może pomieścić 4000 widzów.

## Trenerzy
...
- 1957–1961:  Zołtan Djerfi
- 1961:  Jarema Makarowski

...
- 1966–1969:  Julius Gracli

...
- 1972–1978:  Borys Pazuchin

...
- 1991:  Wołodymyr Mandryk

...
- 07.1995–05.1997:  Borys Pazuchin
- 05.1997–12.1997:  Iwan Krasnecki
- 01.1998–06.1998:  Łeonid Bakaj
- 06.1998–12.1998:  Borys Pazuchin
- 01.1999–09.1999:  Wołodymyr Mandryk
- 09.1999–06.2000:  Pawło Iwanczow
- 07.2000–12.2000:  Wołodymyr Hołowaty
- 01.2001–06.2001:  Wołodymyr Mandryk
- 07.2001–06.2002:  Mykoła Prystaj
- 07.2002–12.2002:  Ihor Jurczenko
- 01.2003–06.2003:  Mykoła Prystaj

...
- 2016–06.2017:  Petro Łesiw
- 07.2017–09.11.2017:  Stepan Matwijiw
- 30.12.2017–31.12.2018:  Wasyl Małyk
- 02.01.2019–24.06.2019:  Andrij Nesteruk (p.o.)